# Parafia św. Stanisława Biskupa Męczennika w Młyńczyskach
Parafia św. Stanisława Biskupa Męczennika w Młyńczyskach – parafia rzymskokatolicka znajdująca się w diecezji tarnowskiej w dekanacie Limanowa. Parafia obejmuje wieś Młyńczyska oraz część pobliskiej Roztoki. Administrowana jest przez księży diecezjalnych. Obowiązki proboszcza pełni ks. Benedykt Szlęzak.
Odpust parafialny obchodzony jest 8 maja – w święto patrona parafii – św. Stanisława.

## Historia
W 1933 władze kościelne podjęły decyzję o wydzieleniu z parafii św. Andrzeja Apostoła w Łukowicy samodzielnej parafii dla wsi Młyńczyska. Jej patronem został św. Stanisław Biskup i Męczennik. Pierwszym proboszczem został ks. Walenty Łącki.
W roku 2000 na wzniesieniu nad doliną ustawiono 13-metrowy krzyż milenijny, do którego prowadzą stacje Drogi Krzyżowej rozstawione na przełęczy Cisowy Dział.

## Kościół
Początkowo dla potrzeb parafii wzniesiono drewniany kościół, ale okazał się on niewystarczający dla potrzeb dynamicznie rozwijającej się społeczności. W latach 1982–1984 wzniesiono więc nową świątynię murowaną, a stary kościół ostatecznie rozebrano w 1993. Na jego miejscu stoi teraz figura Pana Jezusa.